# Euphorbia humistrata
Euphorbia humistrata là một loài thực vật có hoa trong họ Đại kích. Loài này được Engelm. ex A.Gray mô tả khoa học đầu tiên năm 1856.